# Solanum colombianum
Espèce
Solanum colombianum  est une espèce de plantes à fleurs de la famille des Solanaceae. C'est une plante herbacée tubéreuse, vivace par ses tubercules, originaire d'Amérique du Sud et d'Amérique centrale. Elle est apparentée à la pomme de terre cultivée mais, contrairement à celle-ci, elle est tétraploïde (2n = 4x = 48).
Cette pomme de terre sauvage se distingue par ses tubercules sphériques ou ovoïdes, de 1 à 1,5 cm de diamètre, disposés en chapelet le long des stolons (type « moniliforme).

## Distribution et habitat
L'aire de répartition de Solanum colombianum  s'étend en Amérique du Sud en Colombie et en Équateur, en débordant vers le Venezuela au nord et vers le Pérou au sud dans les zones montagneuses de la région de Cajamarca, entre 1800 et 3900 m d'altitude. On la rencontre également dans la province de Chiriquí au Panama.